# پی‌سی‌سی‌دبلیو
پی‌سی‌سی‌دبلیو (انگلیسی: PCCW) شرکت مخابرات هنگ کنگی است، که در سال ۱۹۷۹ تأسیس شد.